# Campeonato Brasileño de Fútbol Serie C 2013
La temporada 2013 fue la 23.ª edición del Campeonato Brasileño de Serie C, la tercera categoría del fútbol de Brasil. El torneo dio inicio el 1 de junio y finalizó el 1 de diciembre del año en curso y fue disputado por 21 clubes, de los cuales los cuatro mejores equipos ascendieron a la «Serie-B 2014» y los cuatro últimos descendieron a la «Serie-D 2014».

## Sistema de competición
La edición de 2013 conservó el formato vigente desde la temporada anterior, donde los clubes participantes fueron divididos inicialmente en dos grupos de 11 y 10 clubes, con los cuatro primeros de cada grupo avanzando a los octavos de final y luego cuartos de final. Los cuatro semifinalistas fueron promovidos a la Serie-B 2014. Asimismo los dos últimos clasificados de cada grupo son relegados a la Serie-D 2014.
| Equipo          | Ciudad             | Estado              | 2012          | Estadio                | Capacidad |
| --------------- | ------------------ | ------------------- | ------------- | ---------------------- | --------- |
| Águia de Marabá | Marabá             | Pará                | 15.º          | Zinho de Oliveira      | 5000      |
| Baraúnas        | Mossoró            | Río Grande do Norte | 3.º (Série D) | Nogueirão              | 3500      |
| Betim           | Betim              | Minas Gerais        | 19° (Série B) | Arena do Calçado       | 10 000    |
| Brasiliense     | Taguatinga         | Distrito Federal    | 10.º          | Boca do Jacaré         | 27 000    |
| SER Caxias      | Caxias do Sul      | Rio Grande do Sul   | 9.º           | Francisco Stédile      | 22 132    |
| CRAC            | Catalão            | Goiás               | 2.º (Série D) | Genervino da Fonseca   | 7500      |
| CRB             | Maceió             | Alagoas             | 17° (Série B) | Rei Pelé               | 17 126    |
| Cuiabá          | Cuiabá             | Mato Grosso         | 16.º          | Dutrinha               | 4500      |
| Duque de Caxias | Duque de Caxias    | Río de Janeiro      | 8.º           | Marrentão              | 3334      |
| Fortaleza       | Fortaleza          | Ceará               | 5.º           | Presidente Vargas (CE) | 20 268    |
| Grêmio Barueri  | Barueri            | São Paulo           | 20° (Série B) | Arena Barueri          | 31 452    |
| Guarani         | Campinas           | São Paulo           | 18° (Série B) | Brinco de Ouro         | 29 130    |
| Luverdense      | Lucas do Rio Verde | Mato Grosso         | 6.º           | Passo das Emas         | 4000      |
| Macaé           | Macaé              | Río de Janeiro      | 7.º           | Moacyrzão              | 15 000    |
| Madureira       | Río de Janeiro     | Río de Janeiro      | 12.º          | Conselheiro Galvão     | 4272      |
| Mogi Mirim      | Mogi Mirim         | São Paulo           | 4.º (Série D) | Vail Chaves            | 19 900    |
| Rio Branco      | Rio Branco         | Acre                | –             | Arena da Floresta      | 13 700    |
| Sampaio Corrêa  | São Luís           | Maranhão            | 1.º (Série D) | Castelão               | 40 000    |
| Santa Cruz      | Recife             | Pernambuco          | 14.º          | Arruda                 | 60 044    |
| Treze           | Campina Grande     | Paraíba             | 13.º          | Presidente Vargas (PB) | 13 000    |
| Vila Nova       | Goiânia            | Goiás               | 11.º          | Serra Dourada          | 42 000    |

## Primera fase

### Grupo A
| Pos | Equipos           | J  | V  | E | D  | GF | GC | DG  | Pts |
| --- | ----------------- | -- | -- | - | -- | -- | -- | --- | --- |
| 1   | Santa Cruz Recife | 20 | 10 | 4 | 6  | 31 | 19 | +12 | 34  |
| 2   | Luverdense        | 20 | 10 | 4 | 6  | 30 | 20 | +10 | 34  |
| 3   | Treze             | 20 | 10 | 3 | 7  | 27 | 33 | –6  | 33  |
| 4   | Sampaio Corrêa    | 20 | 9  | 6 | 5  | 34 | 19 | +15 | 33  |
| 5   | Fortaleza         | 20 | 9  | 5 | 6  | 38 | 23 | +15 | 32  |
| 6   | CRB Maceió        | 20 | 9  | 5 | 6  | 24 | 17 | +7  | 32  |
| 7   | Águia de Marabá   | 20 | 9  | 4 | 7  | 30 | 27 | +3  | 31  |
| 8   | Cuiabá            | 20 | 8  | 6 | 6  | 31 | 21 | +10 | 30  |
| 9   | Brasiliense       | 20 | 8  | 6 | 6  | 20 | 21 | –1  | 30  |
| 10  | Baraúnas          | 20 | 4  | 1 | 15 | 17 | 44 | –27 | 13  |
| 11  | Rio Branco        | 20 | 2  | 0 | 18 | 8  | 46 | –38 | 6   |

- J=Partidos jugados; G=Partidos ganados; E=Partidos empatados; P=Partidos perdidos; GF=Goles a favor; GC=Goles en contra; Dif=Diferencia de goles; Pts=Puntos;.

|  |                                |
|  | Clasificados a Segunda fase.   |
|  | Descendidos a la Serie D 2014. |

### Grupo B
| Pos | Equipos             | J  | V | E  | D | GF | GC | DG  | Pts |
| --- | ------------------- | -- | - | -- | - | -- | -- | --- | --- |
| 1   | Macaé               | 18 | 9 | 4  | 5 | 27 | 20 | +7  | 31  |
| 2   | Vila Nova           | 18 | 8 | 5  | 5 | 20 | 13 | +7  | 29  |
| 3   | SER Caxias          | 18 | 8 | 5  | 5 | 17 | 15 | +2  | 29  |
| 4   | Betim               | 18 | 7 | 7  | 4 | 21 | 17 | +4  | 28  |
| 5   | Mogi Mirim          | 18 | 8 | 3  | 7 | 23 | 18 | +5  | 27  |
| 6   | Guarani de Campinas | 18 | 5 | 9  | 4 | 15 | 13 | +2  | 24  |
| 7   | Duque de Caxias     | 18 | 4 | 7  | 7 | 19 | 22 | –3  | 19  |
| 8   | Madureira           | 18 | 3 | 10 | 5 | 17 | 17 | 0   | 19  |
| 9   | CRAC Catalão        | 18 | 4 | 5  | 9 | 12 | 20 | –8  | 17  |
| 10  | Grêmio Barueri      | 18 | 4 | 5  | 9 | 20 | 36 | –16 | 17  |

- J=Partidos jugados; G=Partidos ganados; E=Partidos empatados; P=Partidos perdidos; GF=Goles a favor; GC=Goles en contra; Dif=Diferencia de goles; Pts=Puntos;.

|  |                                |
|  | Clasificados a Segunda fase.   |
|  | Descendidos a la Serie D 2014. |

## Segunda Fase
Los 8 clubes finalistas disputan cuartos de final, semifinales y final. los cuatro equipos semifinalistas ascienden a la Serie-B 2014.
|  | Cuartos de final  | Cuartos de final | Cuartos de final |   |                   | Semifinales | Semifinales | Semifinales |  |                   | Final | Final | Final |  |
|  | ---               | ---              | ---              |   |                   | ---         | ---         | ---         |  |                   | ---   | ---   | ---   |  |
|  |                   |                  |                  |   |                   |             |             |             |  |                   |       |       |       |  |
|  |                   |                  |                  |   |                   |             |             |             |  |                   |       |       |       |  |
|  | Santa Cruz Recife | 1                | 2                |   |                   |             |             |             |  |                   |       |       |       |  |
|  | Santa Cruz Recife | 1                | 2                |   |                   |             |             |             |  |                   |       |       |       |  |
|  | Betim             | 0                | 1                |   |                   |             |             |             |  |                   |       |       |       |  |
|  | Betim             | 0                | 1                |   | Santa Cruz Recife | 2           | 2           |             |  |                   |       |       |       |  |
|  |                   |                  |                  |   | Santa Cruz Recife | 2           | 2           |             |  |                   |       |       |       |  |
|  |                   |                  | Luverdense       | 0 | 1                 |             |             |             |  |                   |       |       |       |  |
|  | Luverdense        | 2                | Luverdense       | 0 | 1                 | 2           |             |             |  |                   |       |       |       |  |
|  | Luverdense        | 2                |                  |   |                   |             |             |             |  |                   |       |       |       |  |
|  | SER Caxias        | 1                | 0                |   |                   |             |             |             |  |                   |       |       |       |  |
|  | SER Caxias        | 1                | 0                |   |                   |             |             |             |  | Santa Cruz Recife | 0     | 2     |       |  |
|  |                   |                  |                  |   |                   |             |             |             |  | Santa Cruz Recife | 0     | 2     |       |  |
|  |                   |                  | Sampaio Corrêa   | 0 | 1                 |             |             |             |  |                   |       |       |       |  |
|  | Treze             | 1                | Sampaio Corrêa   | 0 | 1                 | 0           |             |             |  |                   |       |       |       |  |
|  | Treze             | 1                |                  |   |                   |             |             |             |  |                   |       |       |       |  |
|  | Vila Nova         | 0                | 2                |   |                   |             |             |             |  |                   |       |       |       |  |
|  | Vila Nova         | 0                | 2                |   | Vila Nova         | 0           | 1           |             |  |                   |       |       |       |  |
|  |                   |                  |                  |   | Vila Nova         | 0           | 1           |             |  |                   |       |       |       |  |
|  |                   |                  | Sampaio Corrêa   | 0 | 2                 |             |             |             |  |                   |       |       |       |  |
|  | Sampaio Corrêa    | 5                | Sampaio Corrêa   | 0 | 2                 | 1           |             |             |  |                   |       |       |       |  |
|  | Sampaio Corrêa    | 5                |                  |   |                   |             |             |             |  |                   |       |       |       |  |
|  | Macaé             | 3                | 1                |   |                   |             |             |             |  |                   |       |       |       |  |
|  | Macaé             | 3                | 1                |   |                   |             |             |             |  |                   |       |       |       |  |
|  |                   |                  |                  |   |                   |             |             |             |  |                   |       |       |       |  |

### Finales
| 24 de noviembre de 2013 | Sampaio Corrêa | 0 – 0   | Santa Cruz Recife | Castelão, São Luís                                                    |                                                                       |
|                         |                | Reporte |                   | Asistencia: 25,901 espectadores Árbitro(s): Guilherme Ceretta de Lima | Asistencia: 25,901 espectadores Árbitro(s): Guilherme Ceretta de Lima |

| 1 de diciembre de 2013 | Santa Cruz Recife               | 2 – 1   | Sampaio Corrêa | Estadio do Arruda, Recife                                           |                                                                     |
|                        | Dedé 33' · Flávio Caça-Rato 46' | Reporte | Cleitinho 55'  | Asistencia: 31,210 espectadores Árbitro(s): Luiz Flávio de Oliveira | Asistencia: 31,210 espectadores Árbitro(s): Luiz Flávio de Oliveira |

| Campeón Brasileño 2013 Serie C    |
| Estado de Pernambuco              |
| --------------------------------- |
| Santa Cruz de Recife (1.º título) |